# 레타 (배우)

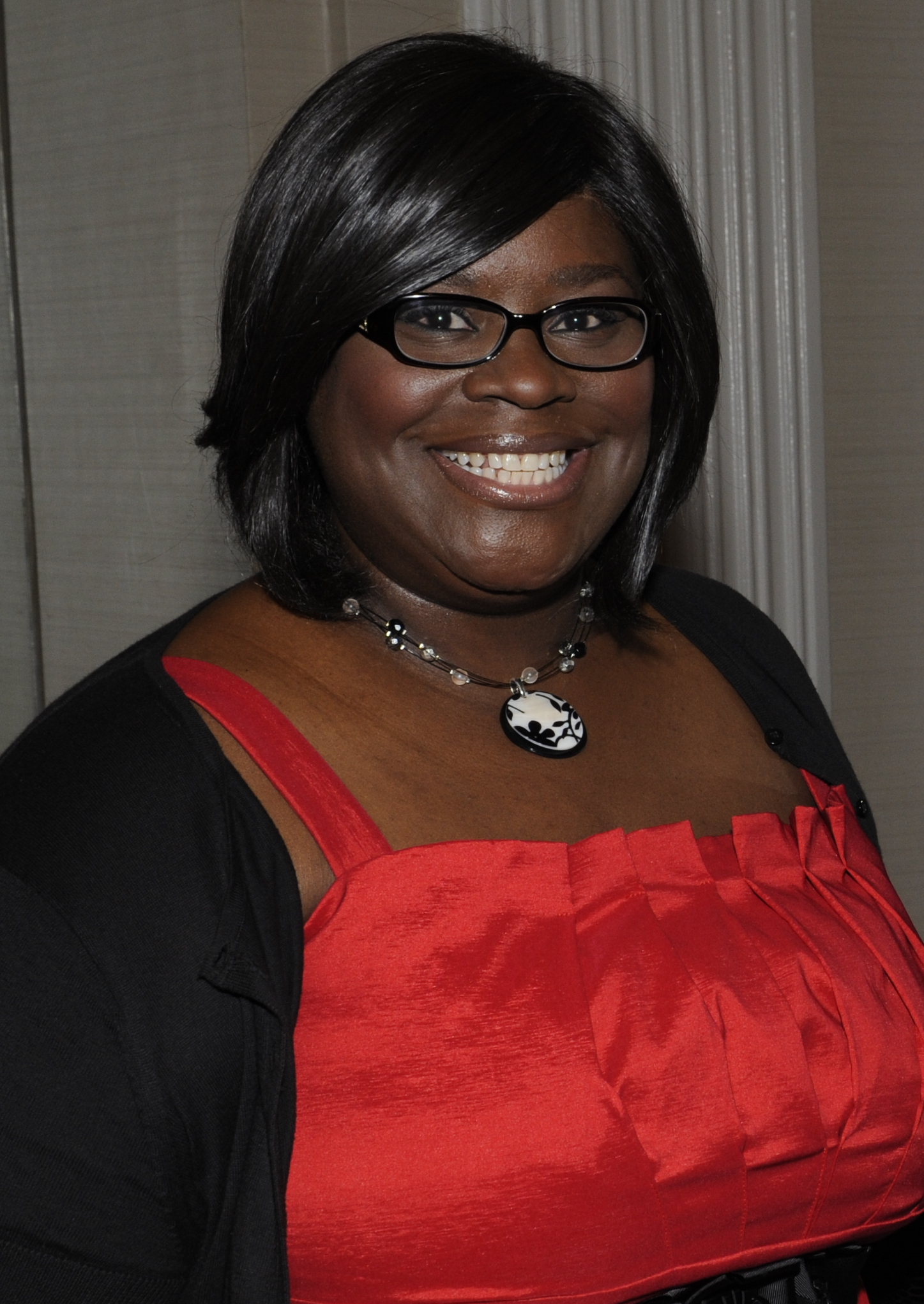
2012년 피보디상 시상식에서

레타(Retta, 본명: Marietta Sangai Sirleaf, 1970년 4월 12일 ~ )는 미국의 스탠드업 코미디언, 배우이다.
뉴어크에서 태어났다.

## 출연 작품

### 영화
- 슬랙커즈 (2002)
- 딕키 로버츠: 왕년의 아역 스타 (2003, Dickie Roberts: Former Child Star)
- 프랙처 (2007)
- 섹스 앤 데스 (2007)
- 디워 (2007) - 접수 담당 간호사 역
- 앨빈과 슈퍼밴드: 악동 어드벤처 (2015) - 파티 플래너 역
- Operator (2016)
- 다른 사람들 (2016, Other People)
- 내 인생 최악의 학교 (2016)
- 투 더 본 (2017)
- 밴드 에이드 (2017)
- 파더 피겨스 (2017)
- 레고 닌자고 무비 (2017) - 애니메이션
- 굿 보이즈 (2019)
- 에이티 포 브래디 (2023)
- 히트맨 (2023) - 클로뎃 역

### 텔레비전
- 팍스 앤 레크리에이션 (2009-15, 2020) - 도나 역
- 굿 걸스 (2018-21)